# Черна американска потапница
Черната американска потапница (Melanitta perspicillata) е прелетна морска птица, средно едър представител на семейство Патицови, разред Гъскоподобни. По груба оценка се предполага, че Северна Америка е обитавана от 600 000 до 1 000 000 потапници от този вид, по-голямата част от които са в западните части на континента. В световен мащаб популацията достига максимум до 1 300 000, като около 100 000 от тях гнездят в Русия. Ловците често наричат птицата и "скунксоглава водна кокошка" или "скункс-патица", заради силната ѝ черно-бяла глава. Близка по вид е с траурната потапница, Melanitta americana и Melanitta deglandi, като женските от четирите вида понякога трудно се различават.

## Описание
При вида съществува изразен полов диморфизъм. Възрастните мъжки тежат средно около 1050 грама и максимум 2,3 kg, а женските - средно 900 грама до максимум 2 kg. Средната дължина на птицата е 43 - 53 cm, а размахът на крилата – около 85 cm. Дължината на женската птица е средно 44 cm, а на мъжката – 48 cm.
Мъжките екземпляри се отличават с полегато чело, ярки, закръглени отпред многоцветни човки, лъскаво кадифено черно оперение и добре видими бели петна на челото и гърба. При младите мъжки оцветяването на човката не е така ярко, а белите петна по главата са по-малки или напълно отсъстват. Човката е голяма, изглежда подута в основата, и е оцветена в смесица от бял, червен, жълт и черен цвят. От разстояние се възприема като оранжева. Очите са бледо синьо-сиви до жълтеникави. Краката са червено-оранжеви. Младите мъжки птици приличат по външен вид на женските.
Женските също са с полегато чело, имат тъмнокафяво оперение, малко по-бледо на гърдите и корема и две неясни бели петна на бузите под очите. Понякога може да имат и малко бледо петно на тила. Темето е по-тъмно оцветено от останалата част на главата и шията. Човката е зеленикава или синьочерна, леко подута, с неясни черни петна, а в основата си е сива. Очите са бледокафяви, или бледосиви до жълти. Краката са жълти, до кафеникаво-черни с черни плавателни ципи. Младите женски са малко по-светли от възрастните.
Крилата на черната американска потапница са изцяло тъмни отгоре и отдолу, а в полет издават свистящ звук. Птицата обикновено не издава звуци, въпреки че мъжките по време на ухажването през размножителния период понякога гукат с гърлени дрезгави звуци.

## Разпространение
Черната американска потапница обитава крайбрежията както на сладководни, така и на соленоводни басейни. Размножава се само в северните части на Северна Америка там, където горите край бавно движещите се реки и езера са с ниска плътност. Хабитатът ѝ обхваща Аляска и Северозападните канадски територии. Размножаване е документирано и в провинция Онтарио, но само в низините на залива Хъдсън. По-далеч на изток гнезди от залива Хъдсън до бреговете на Лабрадор, а на юг – до дълбокия залив на река Сейнт Лорънс.
Възможно е да гнезди и в други области, които обаче не са адекватно наблюдавани. Половозрелите женски са трудни за откриване при въздушната фотография, защото се движат на ята с малка плътност, проявяват потайно поведение и трудно се отличават от женските от вида Melanitta deglandi.
През лятото голям брой млади птици се събират при крайбрежните води на Югоизточна Аляска и Британска Колумбия, на изток – край залива Хъдсън, естуара на река Сейнт Лорънс и едноименния залив, както и в крайморските канадски провинции. Голяма концентрация на черни американски потапници се наблюдава и по крайбрежията на Лабрадор, Берингово и Бофортско море. През този период повечето от тях сменят перата си в крайбрежните зони.
Популациите, зимуващи по Тихоокеанското крайбрежие, се заселват в районите от източните Алеутски острови, по протежение на югоизточната, централната и южната част на Аляска, на юг до централната част на Долна Калифорния в Мексико. Най-високата плътност е отбелязана в югоизточната част на Аляска, пролива Джорджия, заливите на щата Вашингтон и залива на Сан Франциско. Тези, които мигрират по Атлантическото крайбрежие заемат крайбрежията от Нюфаундленд и на юг до щата Вирджиния. Най-голямата концентрация се наблюдава в щатите Ню Йорк и Ню Джърси и край големия естуар Чесапийк. Малки количества остават да зимуват в района на Големите езера. Малък брой редовно зимува далеч на юг в Западна Европа - във Великобритания и Ирландия.

## Начин на живот и хранене
Американската черна потапница е една от най-малко изследваните патици в Северна Америка. Гнездата са добре скрити, а малкото на брой, които са били намерени, обикновено са открити в близост до плитки, умерено големи езера. Двойките гнездят самостоятелно или на малки групи, като правят гнездата си в плитки вдлъбнатини в земята и ги настилат с треви и пера. Диаметърът на гнездото е около 40 cm и се оформя само от женската. За целта избират влажни крайречни равнини, мочурливи места, блата, тресавища, торфени мъхове. Прекарват по-голямата част от годишния си цикъл на зимуване по крайбрежията на водоеми с плитки води, с дълбочина не повече от 10 метра. Обитават места край неголеми сладководни басейни в бореални гори или тундри, край плитките води на морски заливи, речни устия и естуари. Намират храната си главно във водата, като често и продължително се гмуркат за нея на малка дълбочина, изтласквайки се с краката.
Зимуващите птици се хранят най-вече с миди от рода Mytilus и други ядивни миди. При миграцията на херингата, те се хранят с хайвера ѝ, както и с друга сезонно изобилна плячка по време на пролетната миграция. На западното крайбрежие най-голяма концентрация се наблюдава в зоните за размножаване на херингата, тъй като хайверът ѝ е лакомство за черната американска потапница.
В сладководните зони за размножаване храната им се състои главно от сладководни безгръбначни, морски червеи, водни насекоми и особено техните ларви. Малка част от диетата се състои от растителна храна, обикновено водни растения. Малките ядат предимно бентосни безгръбначни, включително бръмбари, ракообразни, мухи, кръгли червеи, еднодневки, ручейници, паяци и пиявици.
Главните естествени врагове на американската черна потапница са соколът скитник, орлите, лисиците и плъховете. Когато майката е само ранена, тя престава да се грижи за потомството си.

## Размножаване
Подобно на много други водолюбиви патици, черната американска потапница е с продължителен живот и сравнително ниска репродуктивност. Не се размножава докато не навърши 2-3 годишна възраст. Някои женски дори могат да се откажат от гнездене.
Двойките се формират в местата на зимуване и обикновено се събират отново през март. Пристигат заедно в зоните за размножаване между средата на май и началото на юни, когато започва размножителният им период.
Женската снася от 7 до 9 яйца и ги инкубира сама за 28 до 30 дни. Теглото на едно яйце варира от 55 до 79 грама със средни размери 43,9 mm ширина и 62,4 mm дължина. Понякога, най-вероятно случайно, потомството на различните женски може да се смеси. Това обикновено се наблюдава в райони с висока гъстота на гнездата. Растежът е сравнително бърз, а потомството се отглежда за около 55 дни.
След като женските започнат да мътят, мъжките напускат семейните гнезда. Те често предприемат значителни миграции към крайбрежни райони, които са на стотици километри от зоните за размножаване. Ятата, които образуват, наброяват стотици хиляди птици и се отправят към териториите, в които всяка година сменят перата си. Разположението и характеристиката на зоните, свързани с тази смяна, не са добре документирани. Отлитат от тези райони между края на август и началото на ноември.
След излюпването на малките, няколко женски с люпила могат да се съберат заедно и да образуват голямо ято, известно като „детска ясла“. Понякога женските се отказват от потомството си преди малките да се научат да летят, което отнема около 55 дни след момента на излюпване.

## Опазване
Изследванията за всички видове траурни потапници и най-вече за черната американска потапница и тези от вида Melanitta deglandi, показват значителен спад в общия им брой – от около 50% от началото на 1950 година. Спадът е най-очевиден в горските райони на Западна Канада, Аляска и западните части на Северна Америка, но причините за това все още са неизвестни.
Оценката за съществуващия брой на тези птици не е достатъчно прецизна, а са необходими и по-точни комплексни географски оценки. Според изследванията около 25 000-30 000 черни американски потапници всяка година стават жертва на ловци, само в САЩ и Канада. Освен това от 1961 г. се наблюдава намаляване на съотношението между подрастващи и възрастни птици. В отговор на тези тенденции в САЩ са наложени ограничения по отношение на лова им, още повече, че загубите на реколтата заради тях са съвсем незначителни.
През ноември 2007 година част от популацията на черната американска потапница е засегната при голям разлив на нефт в залива на Сан Франциско. Около 25% от загиналите по тази причина птици са именно от този вид. Тъй като се гмуркат във водата за да намерят храна, много от тях остават с мазна от нефта перушина. Видът прекарва по-голямата част от времето си в района, най-силно засегнат от нефтения разлив, поради което загубите са много по-висок в сравнение с други водни птици.